# Filiki Eteria
Dit overzicht is mogelijk incompleet; u kunt helpen door het uit te breiden.

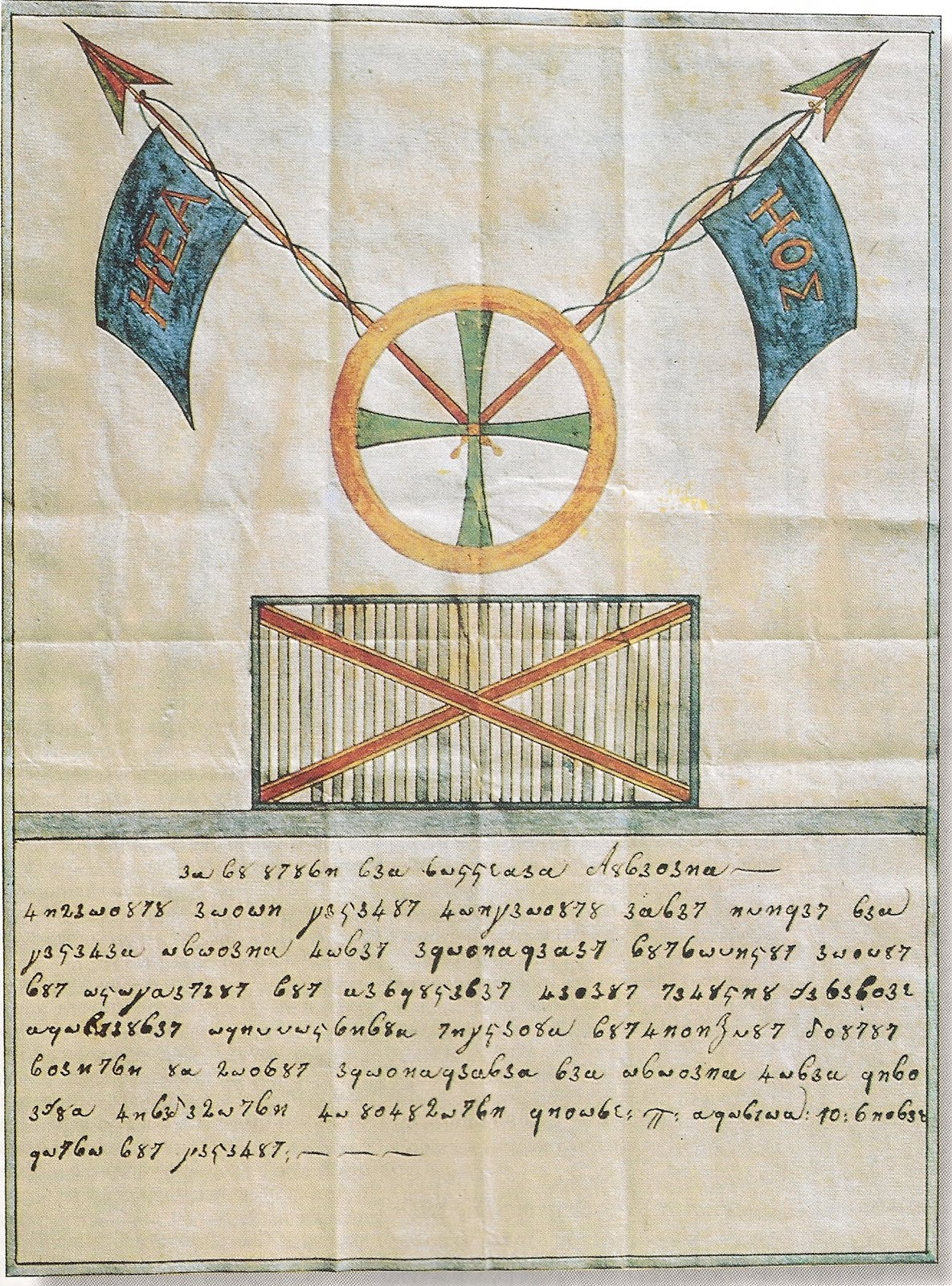
Vlag van de Filiki Eteria

De Filiki Eteria (Grieks: Φιλική Εταιρεία of Εταιρεία των Φιλικών; 'Genootschap van Vrienden') was een geheime Griekse organisatie in de 19e eeuw die zich ten doel stelde de Ottomaanse overheersing omver te werpen en een onafhankelijke Griekse staat te vestigen. De organisatie werd opgericht door Emmanuil Xanthos, Nikolaos Skoufas en Athanasios Tsakalov.
De leden van Eteria waren voornamelijk jonge Fanarioten en lokale Griekse 'stamhoofden'. Een van de leiders van de Eteria was Alexander Ypsilanti.